# 시길 (컴퓨터 프로그래밍)

컴퓨터 프로그래밍에서 시길(sigil)은 자료형이나 영역을 표시하는 변수 이름의 하나로, 일반적으로 두문자로 쓰이는데, 이를테면 $foo에서 $가 시길이다.
영어 낱말 Sigil은 라틴어 sigillum에서 비롯되었으며 이는 "조그마한 표시", 즉 "마법적인 능력을 가진 것으로 추정되는 표시나 이미지"를 뜻한다. 1999년에 Philip Gwyn은 "펄 변수의 앞의 재밌는 글자를 의미하기 위해" 이 용어를 채택하였다.

## 역사적 문맥
시길의 사용은 베이직으로 인해 유명해졌다. 베이직에서 가장 잘 알려진 시길의 예로는 모든 문자열의 이름에 추가되는 달러 기호 ("$")이다. 수많은 종류의 베이직 언어들은 정수와 부동소수점, 정밀도를 표기하기 위해 다른 시길(예: "%")을 사용한다.
래리 월은 자신의 펄 프로로그래밍 언어에 셸 스크립트의 시길을 채택하여 사용하였다. 그러나 펄은 동적 자료형 언어이기에 시길은 문자열과 정수와 같은 세세한 자료형을 지정하지는 않으며 더 일반적인 분류의 스칼라("$"를 두문자로 사용), 배열( "@" 사용), 해시 ("%" 사용), 함수("&" 사용) 형태가 사용된다. 펄 6는 트위길(twigil)이라 불리는 이차적 시길을 도입하였으며, 이는 변수의 영역을 지시하기 위해 사용된다. 펄 6의 트위길의 저명한 예로는 "^"가 있으며 자가 선언 매개변수(입력 매개변수)와 객체 속성 접근자(예: 인스턴스 변수)와 함께 사용된다.

## 같이 보기
- 구분 문자
- 식별자
- 소스 코드
- 토큰
- 낱말 분석